# Andreas Honold
Andreas Honold (* 7. April 1991) ist ein ehemaliger Schweizer Unihockeyspieler. Er stand während seiner Karriere bei den Nationalliga-A-Vertretern UHC Uster sowie dem Grasshopper Club Zürich unter Vertrag.

## Karriere
Honold begann seine Karriere beim UHC Uster. Er durchlief alle Nachwuchsstationen ab U16 des UHC Uster und debütierte während der Saison 2008/09 für die erste Mannschaft. Den Rest der Saison verbrachte er in der U21-Mannschaft. 2011/12 wurde er fix in das Kader der ersten Mannschaft integriert. In seiner ersten Saison absolvierte er mit Uster 24 Spiele und erzielte dabei 17 Scorerpunkte. In der darauffolgenden Saison konnte er als Verteidiger dieses Kunststück wiederholen.
Seine Leistungen blieben den Ligakonkurrenten nicht verborgen. Nach der Saison 2012/13 gab der Grasshopper Club Zürich den Zugang des Defensivspielers bekannt. In seiner ersten Saison bei GC erzielte er fünf Treffer. Mit den Grasshoppers qualifizierte er sich drei Mal für den Schweizer Cupfinal. 2014 und 2016 unterlag er. 2016 wurde er mit den Grasshoppers Schweizer Meister. Im Februar 2017 gewann er mit GC ebenfalls den Schweizer Cup.
2018 beendete Honold seine Karriere.

## Erfolge
- Schweizer Meister: 2016
- Schweizer Cup: 2017